# CAIC Z-10
O Z-10 (em chinês: 直-10) é um helicóptero de ataque desenvolvido pela República Popular da China. Desenhado para combate antitanque, o projeto evoluiu até uma aeronave completa para combates (incluindo contra outros helicópteros) em qualquer circunstância. Ele é atualmente produzida pela Changhe Aircraft Industries Corporation (CAIC).
Iniciado pelo designer-chefe Wu Ximing, o projeto teve envolvimento russo com a Kamov Design Bureau sob um contrato com o governo chinês, mas a colaboração foi interrompida abruptamente devido a divergências fundamentais na filosofia do design. Os projetistas e o cliente, o Departamento Geral de Armamentos do exército chinês, preferiram uma fuselagem mais leve e ágil, com menos ênfase na blindagem. O helicóptero teve seu desenvolvimento finalizado pela CAIC (Changhe Aircraft Industries Corporation) e foi fabricado localmente.
Em setembro de 2016, o exército chinês anunciou que todas as unidades de sua aviação militar seriam equipadas com Z-10.